# Jean Argeliès
Jean Baptiste Justin Joseph Argeliès, né à Paris le 28 août 1862 et mort le 16 novembre 1914, est un historien et homme politique français.

## Biographie
Docteur en droit, il est élève de l'École des chartes, où il rédige une thèse intitulée Essai sur la géographie historique de l’Auvergne au xiiie siècle et obtient le diplôme d'archiviste paléographe en 1883.
Il est député de Seine-et-Oise de 1889 à 1910, d'abord boulangiste, puis inscrit au groupe de l'Union républicaine et maire de Juvisy-sur-Orge de 1900 à 1911.

## Famille
Il épouse le 17 avril 1895, à Montredon-des-Corbières (Aude) Jeanne Guillaumat (1874-1958).
Ils auront deux enfants : Marie-Jeanne (1897-1976) et André (1901-1990).

## Sources
- « Jean Argeliès », dans le Dictionnaire des parlementaires français (1889-1940), sous la direction de Jean Jolly, PUF, 1960 [détail de l’édition]